# La Nuit de l'océan
Pour plus de détails, voir Fiche technique et Distribution.
La Nuit de l'océan  est un film français réalisé par Antoine Perset  sorti en 1992.

## Fiche technique
- Titre  original : La Nuit de l'océan
- Réalisateur : Antoine Perset
- Scénariste  : Luigi De Angelis, Catherine Breillat, Antoine Perset
- Décors : Solange Zeitoun - Sylvie Salmon (décoratrice de plateau)
- Costumes : Anne Schotte
- Photographe : Bertrand Chatry
- Son : Jean-Louis Ughetto
- Montage :  Albert Jurgenson
- Musique du film :  La Symphonie nº 9 de Gustav Mahler
- Producteur : Michèle Plaa
- Société de production :  Roman Films
- Société de distribution : Les Films de l'Atalante
- Format : couleur   - 35 mm  - Son stéréo
- Pays de production :  France
- Genre : drame
- Durée : 85 minutes
- Date de sortie : 
  - France : 3 juin 1992

Sources : cinema-francais, Ciné-ressources et IMDb

## Distribution
- Pierre-Loup Rajot : Martin
- Jeanne Moreau : Hélène Sauveterre
- Assumpta Serna : Claire
- Laura del Sol : Maria
- Jean-Louis Richard : Capitaine du chalutier
- Jean-Pierre Bisson : Pierre da Costa
- Étienne Chicot : Alain
- Wadeck Stanczak : Jonathan
- Thierry Rode : Laurent
- Philippe Fretun : Maurice
- Rachel Salik : La mère de Maria
- Eric Le Losq : Le barman
- Deborah Siad : La femme du capitaine
- Xavier Charlot : Le commandant
- Louis Cherel